# Gersónides
Levi ben Gershon (hebraico: לוי בן גרשון), melhor conhecido como Gersónides ou Ralbag (1288 - 1344) foi um rabino, filósofo, astrónomo e matemático francês.

## Filosofia
Levi ben Gershon – embora não fosse um rabino – foi repetidamente procurado para aconselhamento sobre questões de halacá. Em seus escritos filosóficos, ele enfatizou a utilidade de seus pontos de vista. Ele era um aristotélico e fortemente influenciado por Ibn Rushd; Argumentos neoplatônicos não podem ser encontrados nele. Por outro lado, ele sempre foi um pensador independente. Sozinho entre os peripatéticos judeus, ele ousou defender o sistema aristotélico como um todo (mesmo que contradissesse um ou outro dos princípios da teologia judaica). No entanto, ele não se esquivou de expressar claramente uma opinião diferente da de Aristóteles (ou Ibn Rushd).
Seu tema central era uma síntese das doutrinas bíblicas (talmúdicas) e filosóficas (aristotélicas). Nesse sentido, sua obra principal, Sefer milhamot Adonai, trata de problemas filosóficos naturais em seis seções, das quais seus predecessores (especialmente Maimônides ) haviam tratado apenas insuficientemente. Estes eram em particular a essência da matéria, a imortalidade da alma, a profecia e os sonhos, a onisciência de Deus e a providência divina, bem como as esferas celestes e a natureza das estrelas.
Do ponto de vista de Levi, Deus é o pensamento supremo e ao mesmo tempo o princípio supremo da forma do ser. Embora Deus tenha criado o mundo, ele o fez da matéria eterna e, portanto, incriável. Para ele, o conhecimento de Deus não era abrangente, mas limitado às leis do cosmos. Nesse sentido, a obra de Deus como criador é suficiente; ele negou uma influência presente de Deus no mundo. Ele considerava a parte "ativa" da alma imortal. Ele desenvolveu uma teoria astronômica que continha desvios consideráveis da visão de mundo tradicional de Ptolomeu. Seus pontos de vista - apresentados na quinta seção do Sefer milhamot Adonai - ele substanciado por suas próprias observações, que continuou até cerca de 1340.

## Edições e traduções
- Michela Andreatta (ed.): Gersonide: Commento al Cantico dei Cantici nella traduzione ebraico-latina di Flavio Mitridate (= Studi Pichiani, Bd. 14). Olschki, Firenze 2009, ISBN 978-88-222-5905-9
- Bernard R. Goldstein (ed.): The Astronomy of Levi Ben Gerson (1288-1344). A critical edition of chapters 1-20 with translation and commentary. Springer, 1985.
- Gerson Lange (ed.): Die Praxis des Rechners. Ein hebräisch-arithmetisches Werk des Levi Ben Gerschom aus dem Jahre 1321. Golde, Frankfurt a. M. 1909 (texto hebraico com tradução alemã por Maaseh Hoshev)
- Charles H. Manequin (tradutor): The logic of Gersonides. A Translation of Sefer ha-Heqqesh ha-Yashar (The Book of the Correct Syllogism). Kluwer, Dordrecht 1989